# Csagang
Csagang (hangul: 자강도, Csagang-to, handzsa: 慈江道, RR: Chagang-do, ’irgalmas folyó’) Észak-Korea egyik tartománya. Északon Kína, keleten a Rjanggang (Ryanggang) és Dél-Hamgjong (Hamgyŏng), délen Dél-Phjongan (P'yŏngan) és nyugaton az Észak-Phjongan (P'yŏngan) tartományok határolják. Csagang (Chagang) 1949 januárjában hozták létre Észak- és Dél-Phjongan (P'yŏngan-) tartományok megyéiből. Székhelye Kanggje (Kanggye). Az észak-koreai hagyományok szerint a Csagang (Chagang) tartománybeliek között sok a csaló.
1949-ben hozták létre Észak-Phjongan (P'yŏngan) és Dél-Hamgjong (Hamgyŏng) tartományok megyéiből, nevét onnan kapta, hogy Csaszong (Chasŏng)tól Kanggjé (Kanggyé-)ig tart.
Domborzata és természeti adottságai miatt közkedvelt táborhely Észak-Koreában.

## Földrajza
Csagang (Chagang) az ország északnyugati részében található. A tartomány 98%-át hegyvidék borítja. Az átlagos tengerszint feletti magasság 750 méter, a terület lejtése 15 és 40 fok között mozog.
Az éghajlat kontinentális jellegű, amelyet főként az ázsiai kontinens időjárása befolyásol. A telek hidegek és rendkívül sokáig tartanak. Az átlagos hőmérséklet tavasszal rohamosan növekszik és ősszel gyorsan csökken. Nyáron a csapadék gyakori, az esőzések hevesek.
A régió nemcsak számos hegységgel, de folyókkal is dicsekedhet, amelyek bővelkednek nyersanyagokban, ásványi kincsekben.

## Közigazgatása
Csagang (Chagang) tartomány 3 városra (si) és 15 megyére (kun) van osztva.
- Városok:

Kanggje (Kanggye) (강계시; 江界市)
Hicshon (Hŭichŏn) (희천시; 熙川市)
Manpho (Manp'o) (만포시; 滿浦市)
- Megyék:

Csanggang (Changgang) (장강군; 長江郡)
Csaszong (Chasŏng) (자성군; 慈城郡)
Csoncshon (Chŏnch'ŏn) (전천군; 前川郡)
Cshoszan (Ch'osan) (초산군; 楚山郡)
Csunggang (Chunggang) (중강군; 中江郡)
Hvaphjong (Hwap'yŏng) (화평군; 和坪郡)
Kophung (Kop'ung) (고풍군; 古豊郡)
Rangnim (Rangrim) (랑림군; 狼林郡)
Rjongnim (Ryongrim) (룡림군; 龍林郡)
Sidzsung (Sijung) (시중군; 時中郡)
Szonggan (Sŏnggan) (성간군; 城干郡)
Szongvon (Songwŏn) (송원군; 松源郡)
Usi (우시군; 雩時郡)
Üvon (Wiwŏn) (위원군; 渭原郡)
Tongsin (동신군; 東新郡)

## Gazdaság
Csagang (Chagang) bővelkedik természeti kincsekben, édesvízben és nyersanyagokban. Felszabadítása előtt a tartomány lemaradott volt a világ többi részétől, két bányája, egy fafeldolgozó üzeme és egy lepárlója volt.
A felszabadítás után kifejlődött a tartomány gazdasága, amely azóta energiatermelésre, gépiparra, erdőgazdálkodásra és könnyűiparra épül. Az energiatermelést főként vízerőművek végzik, Csagang (Chagang) természeti adottságainak köszönhetően az ország vezető villamos energia-előállítója. A gépipart főként szerszámgyártás, bányászati, mezőgazdasági illetve erdőgazdálkodási eszközök, gépgyártás képviseli.
A fakitermelés és a fafeldolgozás a tartomány egyik húzóágazataként ismert, de a bányászata is élvonalbeli: Csagang (Chagang) bányái bővelkednek cinkben, alumíniumban, molibdénben, ólomban, aranyban, szénben, grafitban, kalciumban, volfrámban, vasban és antimonban.
Állattenyésztés szempontjából is kedvező hely, a hegyvidékben főként birkákat és kecskéket tartanak, főként Rangnim (Rangrim), Usi, Kophung (Kop'ung) és Tongsin megyékben.

## Oktatás
Csagang (Chagang) tartomány több száz oktatási intézménynek, köztük főiskoláknak, egyetemeknek, általános iskoláknak és középiskoláknak ad otthont.

## Egészségügy
A tartomány több száz egészségügyi intézménnyel rendelkezik, köztük saját kórházzal, és két szanatóriummal.

## Közlekedés
A tartomány a Kanggje (Kanggye), Manpho (Manp'o) és Pukpu vasútvonalak része. Ezen kívül közutakon is megközelíthető.